# Gli uomini sposati devono andare a casa?
Gli uomini sposati devono andare a casa? (Should Married Men Go Home?) è un film comico muto del 1928 di Leo McCarey e James Parrott con protagonisti Laurel & Hardy, unici a figurare nei titoli di testa benché ci siano altri attori.
Il cortometraggio è conosciuto anche con il titolo Gli uomini sposati dovrebbero restare a casa?.

## Trama
Ollio sembra deciso a trascorrere in casa, con la moglie, la domenica mattina ma sopraggiunge Stanlio in tenuta da golfista per andare a giocare insieme al suo amico. Ollio e la moglie cercano inutilmente di far credere a Stanlio che non siano a casa ma, essendosi fatti vedere da quest'ultimo, sono costretti a farlo accomodare. In brevissimo tempo, Stanlio danneggia una tenda ed una sedia mentre Ollio manomette il grammofono e le cose continuerebbero se la moglie di Ollio, esasperata, non li spingesse entrambi fuori di casa mandandoli e giocare golf al fine di evitare ulteriori danni alle suppellettili. "Stranamente", Ollio sotto la vestaglia indossa, anche lui, la tenuta da golf, oltre che le scarpe e si accomiata dalla moglie tutto contento, non senza, però, aver prima distrutto la staccionata di casa. Al campo di golf, l'ingresso è riservato a gruppi di quattro persone, così a due giovani ragazze viene negato l'accesso ma, "fortunatamente", proprio in quel momento arrivano Stanlio e Ollio e, quindi, raggiunto il numero richiesto, i quattro possono entrare insieme. Appena dentro, le ragazze vorrebbero qualcosa bere ed entrano al bar. I due amici, che hanno detto di essere dei banchieri, però, si accorgono che solo Stanlio possiede del denaro, appena 15 centesimi. Ollio ritiene che possano bastare per tre sole consumazioni e così spiega all'amico che egli deve rifiutare il drink dicendo di non avere sete. Concetto difficile di capire per Stanlio che continua ad ordinare per sé, malgrado Ollio più volte provi a fargli capire che deve rifiutare. Alla fine per dimostrargli come fare è egli a rifiutare mentre è Stanlio, ovviamente, a richiedere il drink che, però, viene bevuto da Ollio che lascia all'amico anche l'onere di pagare il conto di 30 centesimi. Stanlio, quindi, è costretto a lasciare in pegno il proprio orologio. Una volta sul campo da golf, Stanlio, complice anche un berretto troppo largo, dimostra di non essere tagliato per questo sport. S'intromette un altro giocatore a cui a causare problemi è il parrucchino, che perde facilmente. La situazione precipita quando la pallina di quest'ultimo finisce in una zona fangosa del campo e da cui deve essere giocata senza essere toccata con le mani. L'uomo, per colpirla, schizza del fango addosso ad un'altra giocatrice la quale cerca, a sua volta, di vendicarsi ma colpendo, per errore, una delle due partner dei due amici e dando, così, il via ad una reazione a catena che coinvolgerà in una battaglia nel fango una dozzina di giocatori ma a farne le spese maggiori saranno proprio Stanlio ed Ollio, che si ritroveranno immersi fino al collo nel fango, anche grazie all'intervento di un gigantesco golfista.

## Curiosità
- La gag delle bevande sarà rifatta in una comica sonora di Laurel & Hardy del 1929 intitolata I due ammiragli. Tuttavia verranno apportate delle modifiche in quanto sarà Oliver a rimanere senza bevanda (malgrado volesse dividerla con Stan) e, dopo aver saputo che il denaro non era sufficiente neppure per tre, Stan pagherà vincendo con una slot machine.

- La gag che vede l'arrivo di Stan come ospite indesiderato in casa Hardy, con Oliver e moglie che cercano invano di simulare una loro assenza in casa per mandarlo via, sarà riutilizzata in una comica sonora della coppia, chiamata Un salvataggio pericoloso (1931) nella quale è presente alla porta anche la signora Laurel.

- Negli anni '80, in Italia la comica è stata riedita dalla RAI in versione sonora, con doppiaggio di Enzo Garinei e Giorgio Ariani, e il commento musicale di Piero Montanari.